# 성의 변증법
《성의 변증법》(The Dialectic of Sex: The Case for Feminist Revolution 다이어렉틱 오브 섹스: 더 케이스 포 페미니스트 레볼루션[*])은 1970년에 출간된 슐라미스 파이어스톤의 책이다. 이 책은 급진적 여성주의에 대한 가장 명확하고도 대담한 설명으로 불리나, 다양한 이유로 비판받고 있기도 하다.
파이어스톤은 생물학적 성적 이분, 특히 재생산에서의 노동의 생물학적 분업이 남성 지배와 경제적 계급 착취, 인종주의, 제국주의, 생태적 무책임의 근본적 원인이라고 주장하였다. 성적 불평등은 기록된 역사를 넘어 동물의 시대로 거슬러 올라가는 억압이며, 광범위하고 필연적이나, 현재는 불평등의 제거를 가능하게 하고 인류의 생존을 위해 필요하게 하는 문화적 기술적 기반이 존재한다고 주장하였다.

## 한국어 번역
- 김예숙 역, 《성의 변증법》, 풀빛, 1983.
- 김민예숙 , 유숙열 역, 《성의 변증법》, 꾸리에, 2016, ISBN 8-994-68221-X.

## 같이 보기
- 포스트젠더리즘